# Akce B (likvidace řeholních řádů)
Akce B je název plánu na zrušení všech katolických ženských řádů a kongregací, povinné rozpuštění řádových komunit a přechod řeholnic do civilního zaměstnání připravovaný komunistickým režimem v Československu v roce 1953.
Po uskutečnění Akce K a Akce Ř v roce 1950 byly zrušeny mužské katolické řeholní řády a většina jejich členů byla internována. Příslušnice ženských řádů byly stěhovány do centralizačních středisek, avšak kvůli nedostatku pracovních sil i poté většina z nich stále pracovala v nemocnicích, internátech a charitních domovech. Režim, který chtěl dále omezit jejich kontakt s veřejností, proto začal na jaře roku 1953 s přípravou „akce B“. Předsednictvo vlády a sekretariát Ústředního výboru Komunistické strany Československa rozhodly 10. března o zrušení všech církevních řádů k 1. červenci toho roku. Provedením „akce B“ byly pověřeny Státní úřad pro věci církevní a ministerstvo vnitra. Ministerstvo financí mělo zorganizovat převzetí řádového majetku státem.

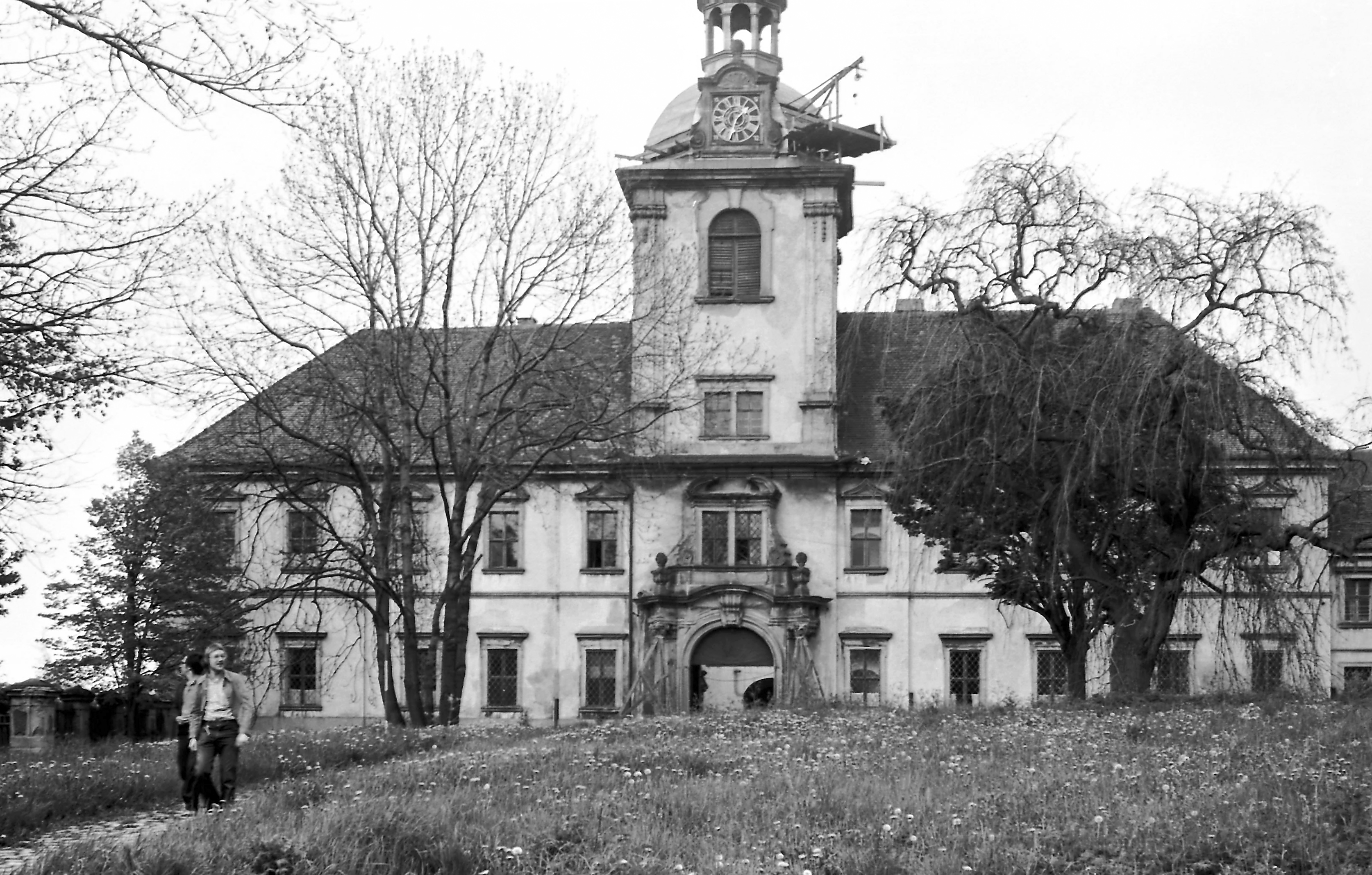
Prelatura Oseckého kláštera v roce 1978

Směrnice koordinující postup akce byly rozeslány krajským sekretariátům. Řeholnice měly být na svých pracovištích přesvědčovány k dobrovolnému vystoupení z řádů s pomocí členů okresních národních výborů a dalších zaměstnanců zdravotních zařízení, sester a lékařů. Očekávalo se, že většina řeholnic nátlaku podlehne, dobrovolně odloží řeholní roucha a přejde k civilnímu zaměstnání. Staré řeholnice měly být umístěny v charitních domech nebo propuštěny k příbuzným. Ty, které by odmítly nebo odrazovaly druhé od vystoupení z řádu, měly být vzaty do vazby a mělo na ně být podáno trestní oznámení v souladu se zákonem č. 68/1951 o dobrovolných organizacích a shromážděních. Nepoddajné sestry měly být soustředěny v Oseckém klášteře a řádové majetky měly propadnout státu.
Po smrti Stalina a Klementa Gottwalda však došlo ke změně zahraničněpolitické situace. Ve Východním bloku došlo ke krizi provázené silnými nepokoji ve východním Německu a v létě po uskutečnění měnové reformy došlo na demonstrace i v českých městech. Komunistický režim se proto rozhodl vyčkávat a „akce B“ byla odložena. Po červencové návštěvě prezidenta Zápotockého v Moskvě a po korekci dosavadní politiky, byla pak připravovaná akce zcela zastavena. Komunisté pak dali přednost postupnému vytlačení řeholnic z veřejného života.